# Я свободен!
«Я свободен!» — рок-баллада в жанре хеви-метал. Музыка композиции написана Сергеем Мавриным и Валерием Кипеловым, текст — поэтессой Маргаритой Пушкиной в соавторстве с ним же. Песня впервые была выпущена в 1997 году на совместном альбоме Кипелова и Маврина «Смутное время».
По мнению Кипелова, песня стала одной из причин успеха его сольной карьеры.

## Текст
Лирический герой песни переживает расставание с прошлой любовью и прежней жизнью и чувствует себя свободным от судьбы и от людской молвы. По словам Кипелова, песня «Я свободен!» написана в определённый период его творческой и личной жизни и не всегда отражает теперешнее его состояние.
По словам Маргариты Пушкиной, первый вариант написанного ею текста резко отличался от окончательного и должен был рассказывать о солдате, погибшем на войне. Этот вариант нигде не издавался и будет опубликован в одном из её будущих сборников стихов.
В результате проведённого в 2015 году журналом «Русский репортёр» социологического исследования, текст песни занял 15-место в топ-100 самых популярных в России стихотворных строк, включающем, в числе прочего, русскую и мировую классику.

## Студийные варианты
- Оригинальная версия песни была записана в 1997 году и вошла в совместный альбом Валерия Кипелова и Сергея Маврина «Смутное время».
- Вторая версия песни была записана группой Кипелов и вошла в сингл «Вавилон» в 2003 году.
- Третья версия песни была записана группой Кипелов вместе с симфоническим оркестром «Глобалис» и вошла в сингл «Отражение» в 2013 году.
- Инструментальная версия песни с изменённой гитарной партией под названием «Крылья» была записана группой «Маврин» и вошла в сингл «Обратная сторона реальности» в 2005 году.
- Черновая англоязычная версия песни под названием «I Surrender» (англ. Я сдаюсь) была выложена в Интернете в 2011 году Сергеем Мавриным[6].
- Сергей Маврин презентовал дебютный альбом своего проекта MavrBand - «MavrBand. Премьера» (2025). В него вошли две студийные версии «Я свободен», одна из которых исполнена совместно с Романом Бобровым, а другая — с Дмитрием Борисенковым из «Чёрного обелиска».[7]

### Участники записи

#### Из альбома «Смутное время»
- Валерий Кипелов — вокал.
- Сергей Маврин — гитара, клавишные, аранжировки.
- Алик Грановский — бас-гитара.
- Павел Чиняков — ударные.

#### Из сингла «Вавилон»
- Валерий Кипелов — вокал.
- Алексей Харьков — бас-гитара.
- Сергей Маврин — гитара, клавишные, бэк-вокал.
- Александр Манякин — ударные.
- Сергей Терентьев — гитара, клавишные.

#### Из сингла «Отражение»
- Валерий Кипелов — вокал.
- Александр Манякин — ударные.
- Алексей Харьков — бас-гитара.
- Андрей Голованов — гитара.
- Вячеслав Молчанов — гитара, бэк-вокал.
- Симфонический оркестр «Глобалис».

#### Инструментальная версия «Крылья»
- Александр Швец — бас-гитара, контрабас.
- Сергей Маврин — гитара, клавишные.
- Юрий Алексеев — ритм-гитара.
- Павел Элькинд — ударные.

## Дискография песни

### В группе «Кипелов»
- Вавилон, (2004, сингл).
- Отражение, (2013, сингл). В сингл вошла симфоническая версия песни.
- Путь наверх, (2003).
- Москва 2005, (2006).
- V лет, (2008).
- X лет. Крокус Сити Холл, (2013).
- 55 (2018)
- Концерт с симфоническим оркестром (2020)

### В группе «Маврин»
По мотивам мелодии «Я свободен!» Сергей Маврин написал инструментальную композицию «Крылья». Композиция была посвящена жертвам теракта на одноимённом рок-фестивале, прогремевшего в 2003 году. Песня была неоднократно издана:
- Дьявольский Вальс (2003, интернет-сингл);
- Обратная сторона реальности (2005, сингл);
- Фортуна (2007, альбом).

### Кавер-версии и семплы
- Свою версию Архивная копия от 30 августа 2016 на Wayback Machine песни записала этно-фолк группа «Обморок и мама».
- Группа ведущих радиостанции «Авторадио» — «Мурзилки International» записали Архивная копия от 26 июня 2015 на Wayback Machine пародийную песню «Водительская-страдальческая» («Я на МКАДе»).
- В эфире «Авторадио» песню исполнила Архивная копия от 12 ноября 2019 на Wayback Machine группа «Фабрика».
- В интернете появилась кавер-версия в стиле фонк — жанр музыки, предназначенный для езды на машине с техникой дрифт[9].
- Также существует англоязычная кавер-версия I am Free Now от канала Even Blurry Videos, вокал исполнил Дэвид Хенрикссон[10]

В музыкальных шоу
Песня была исполнена участниками ряда музыкальных шоу:
| № | Музыкальное шоу            | Исполнитель                                                                |
| - | -------------------------- | -------------------------------------------------------------------------- |
| 1 | Точь-в-точь (Один в один!) | Дмитрий Колдун                                                             |
| 2 | Точь-в-точь (Один в один!) | Руслан Алехно                                                              |
| 3 | «X-фактор» (Украина)       | Николай Хомин Архивная копия от 28 октября 2015 на Wayback Machine         |
| 4 | «X-фактор» (Украина)       | Виктор Романченко .                                                        |
| 5 | Славянский базар           | Иеронимас Милюс (Литва) Архивная копия от 6 апреля 2017 на Wayback Machine |
| 6 | Голос країни (4 сезон)     | Олег Андрийчук Архивная копия от 6 декабря 2019 на Wayback Machine         |
| 7 | Звездный ринг              | Артём Семенов Архивная копия от 19 января 2020 на Wayback Machine          |
| 8 | Голос. Дети (3 сезон)      | Даниил Плужников Архивная копия от 15 августа 2016 на Wayback Machine      |

- В шоу на льду «Magic on Ice» в МСА Лужники фигурист Михаил Коляда станцевал под песню «Я свободен!»[11].
- На фестивале «Нашествие-2016» группа «Кипелов» исполнила песню дуэтом с Даниилом Плужниковым.

## Скандал с группой «Ленинград»
В песне группы Ленинград «Свобода» использован  фрагмент записи песни «Я свободен» (по сюжету песни, подразумевается, что вместо припева звучит радиоприёмник, в котором играет песня Кипелова), изначально без разрешения правообладателя. Остальной текст написан и поётся лидером «Ленинграда» Сергеем Шнуровым. В интервью «Новой газете» в 2004 году Шнуров сказал, что песня «Свобода» написана им после посещения зоны строгого режима и под влиянием статьи Ходорковского «Кризис либерализма в России». О связи с песней Кипелова Шнуров сказал: «Тогда в жёсткой ротации была песня Кипелова „Я свободен!“, она, можно сказать, подтолкнула меня к идее своей песни о свободе, и из неё я позаимствовал припев».
В интервью «Нашему радио» Валерий Кипелов рассказал о том, как впервые узнал о песне группы «Ленинград» «Свобода». Менеджер группы советовалась, надо ли подавать в суд за плагиат. Кипелов задал всего один вопрос: «Есть ли в тексте нецензурная брань?» Получив отрицательный ответ, он вынес вердикт: «Пусть поёт». Однако, в отличие от радиоверсии, на альбоме «Хлеб» трек присутствует с припевом, исполненным хором музыкантами «Ленинграда» и без каких-либо семплов.